# تپه گورستان
تپه گورستان مربوط به سده‌های اولیه دوران‌های تاریخی پس از اسلام است و در شهرستان قزوین، بخش مرکزی، روستای تراتون واقع شده و این اثر در تاریخ ۲۵ اسفند ۱۳۸۰ با شمارهٔ ثبت ۵۶۱۲ به‌عنوان یکی از آثار ملی ایران به ثبت رسیده است.